# Saladino Cardoso Franco
Saladino Cardoso Franco (São Paulo, 5 de fevereiro de 1873 — Santo André, 19 de maio de 1951) foi intendente do antigo município e São Bernardo, no estado de São Paulo, no período compreendido entre 20 de julho de 1914 e 24 de outubro de 1930 . O cargo de intendente, vigente até 1930, corresponde ao atual cargo de prefeito.
Nasceu na freguesia de São Bernardo, vinculada, à época, ao município de São Paulo. Sua família era proprietária da Fazenda Oratório, grande área que abrangia parte do atual município de Santo André (2° subdistrito), Mauá e da Zona Leste de São Paulo. Politicamente, sua família era de posição contrária à família Flaquer. 
Saladino Cardoso Franco foi vereador e intendente durante vários anos, desde a década de 1910 até a Revolução de 1930, período em que ficou preso por 28 dias, em São Paulo. Nesta época, o então município de São Bernardo compreendia toda a Região do Grande ABC. Mesmo não tendo se candidatado a outro cargo eletivo, teve grande influência na vida política da região. Exerceu seu mandato em uma época que o Grande ABC iniciava seu processo de industrialização, com a instalação de grandes unidades fabris, principalmente ao longo da linha férrea que corta a região, às margens do rio Tamanduateí.
Foi membro do antigo Partido Republicano Paulista.
A Estrada de Ferro Santos-Jundiaí o homenageou com o nome da estação de trem Prefeito Saladino, da atual Linha 10 do Trem Metropolitano de São Paulo, inaugurada no dia 10 de Novembro de 1952, em Santo André.